# Gargilesse-Dampierre
Gargilesse-Dampierre és un municipi francès, situat a la regió del Centre - Vall del Loira, al departament de l'Indre. És una localitat situada en el camí de Sant Jaume de Compostel·la.

## Galeria

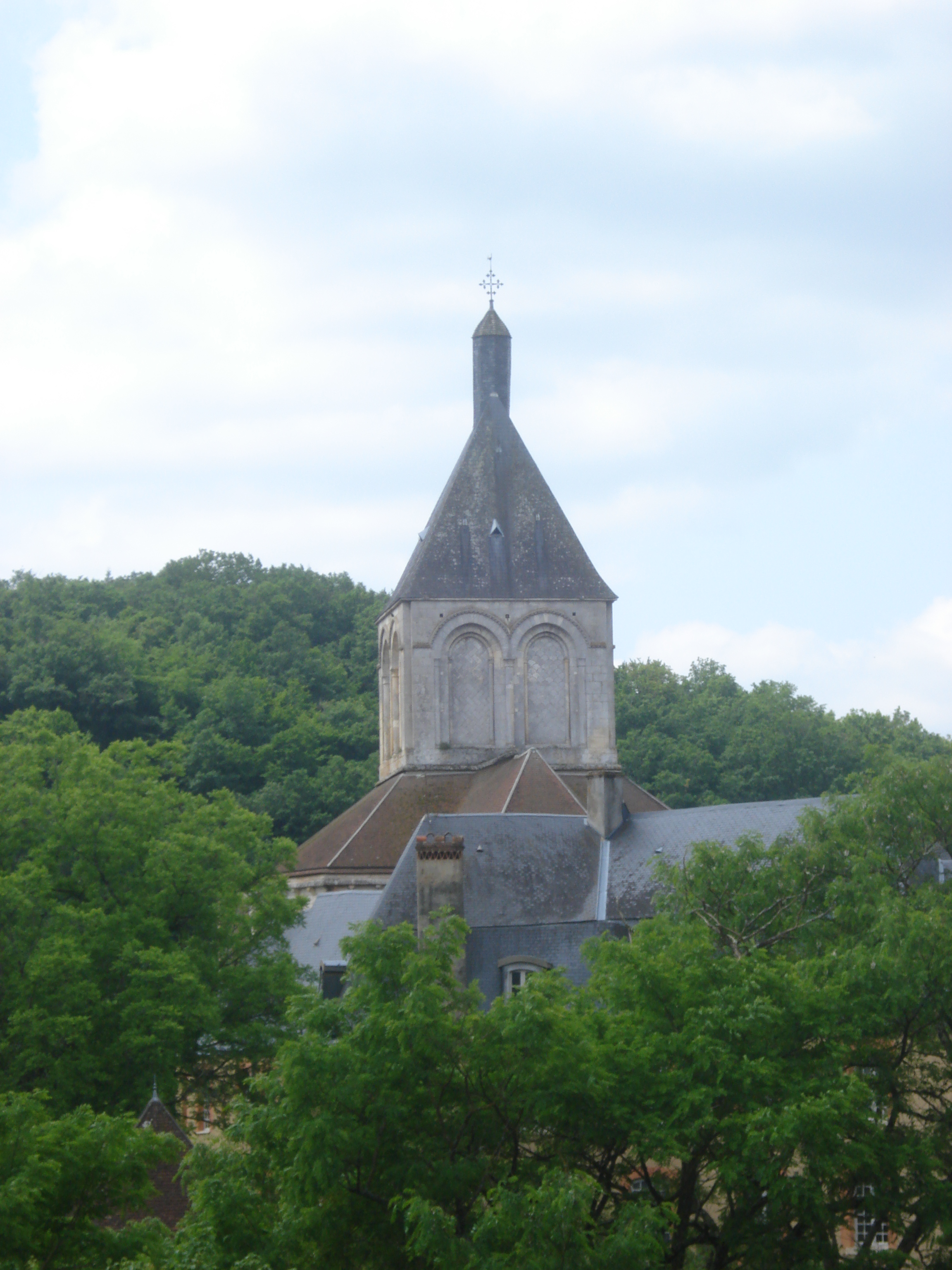
Campanar de l'Església
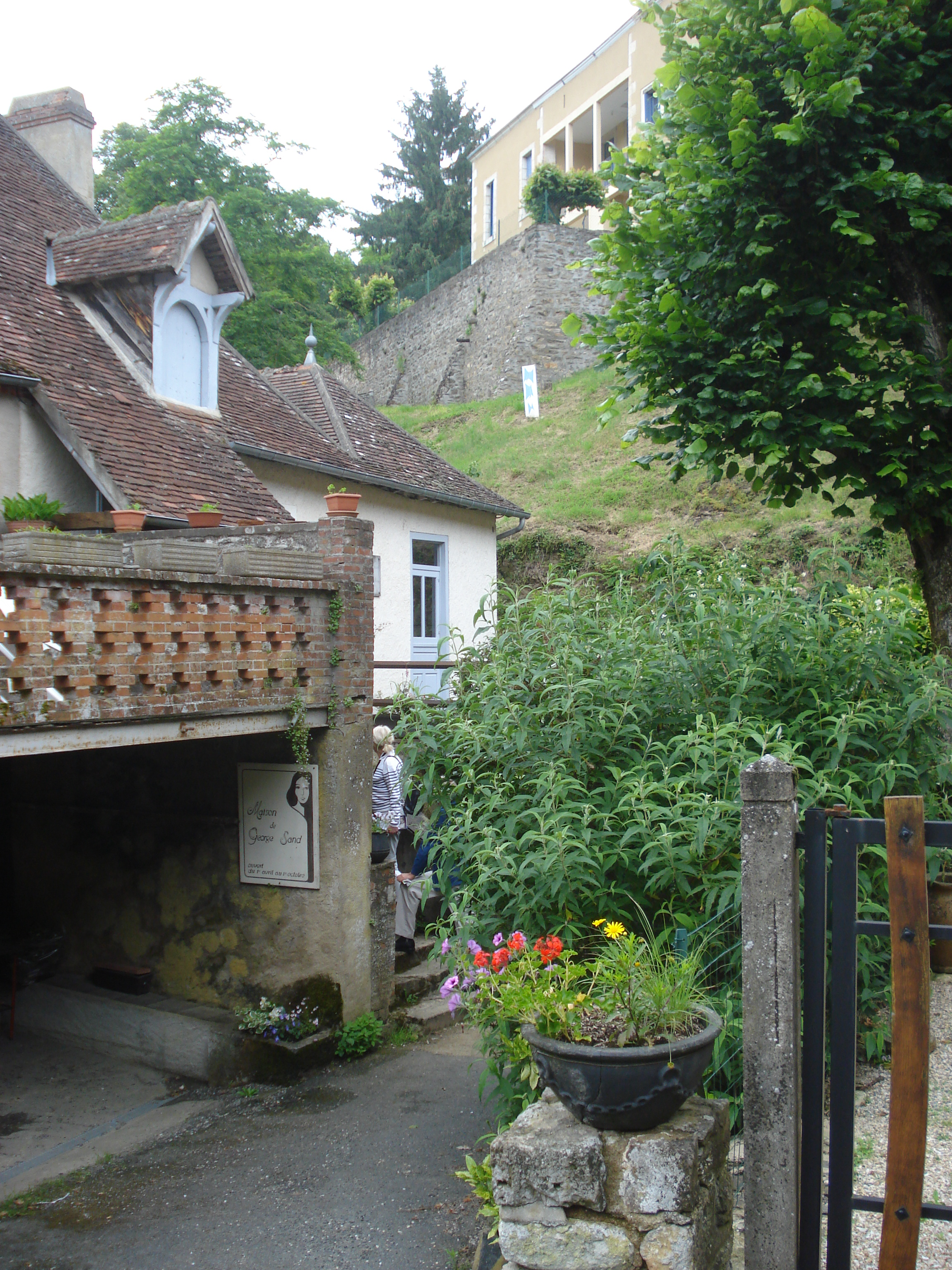
La Casa de George Sand.